# Экинчи
«Экинчи» (азерб. آکينچی, Əkinçi — «Сеятель», «Пахарь») — первая азербайджанская газета, издававшаяся в Баку в 1875—1877 годах. Первая газета в истории, печатавшаяся исключительно на азербайджанском языке, и первая газета в Российской империи, издававшаяся на азербайджанском языке.

## Основание
Основателем и единственным редактором газеты был азербайджанский журналист, выпускник физико-математического факультета Московского университета, Гасан-бек Зардаби, который находился под влиянием популярных идей «Народничества». Само основание «Экинчи» было революционным не только с точки зрения зарождения национальной прессы на азербайджанском языке, но и как налаживание процесса распространения информации среди народных масс.
Бакинский губернатор Дмитрий Старосельский благосклонно отнёсся к начинанию Зардаби и оказал помощь в издании газеты. Оборудование для печатания газеты было привезено из Стамбула. Первый номер газеты вышел в свет 22 июля 1875 года. Сегодня этот день отмечается в Азербайджане как День национальной прессы.
В газете печатались научные статьи на тему сельского хозяйства, биологии и медицины, а также общественного и культурного состояния мусульман Кавказа.

## Критика
Ради доступности книжного стиля для низшего класса Зардаби предлагал реформировать литературную форму азербайджанского языка, и исключить из него сложные словоформы, использовавшиеся разве что в религиозных текстах и классической поэзии. По этой причине «Экинчи» нередко становилась объектом критики образованного класса, который находил её стиль чересчур неофициальным.
Кроме того, споры вокруг газеты продолжались в связи с тем, что многие шиитские улемы (священники) считали, что не надлежит использовать такие изобретения «неверных», как газеты. Другие возражали, что использовать необходимо персидский язык, как общепринятый в Азербайджане литературный язык .

## Влияние на культуру
Так как газета была отвергнута духовными лицами и не доступна для неграмотной части населения, «Экинчи» вскоре стал форумом, объединяющим азербайджанскую интеллигенцию. Газета была позитивно настроена к Турции, мягко критически к Ирану и склонялась к секуляризму. «Экинчи» инициировала развитие азербайджанской журналистики. В дальнейшем были основаны иные азербайджаноязычные газеты: в 1879 году — «Зия», в 1880 году — «Зия Кавказия», в 1881 году — «Каспий», в 1883 году — «Кешкюль», в 1903 году — «Шарги-Рус», в 1905 году — «Иршад» и «Хайят», в 1906 году — «Фиюзат», «Текеммюль» и «Молла Насреддин». Это стало новым этапом развития азербайджанской публицистики.

## Закрытие
Газета «Экинчи» была закрыта российскими властями 29 сентября 1877 года, после начала русско-турецкой войны, в связи с её устойчивыми про-оттоманскими симпатиями.